# 903 (szám)
A 903 (római számmal: CMIII) egy természetes szám, háromszögszám, az első 42 pozitív egész szám összege; szfenikus szám, a 3, a 7 és a 43 szorzata.

## A szám a matematikában
A tízes számrendszerbeli 903-as a kettes számrendszerben 1110000111, a nyolcas számrendszerben 1607, a tizenhatos számrendszerben 387 alakban írható fel.
A 903 páratlan szám, összetett szám, azon belül szfenikus szám, kanonikus alakban a 31 · 71 · 431 szorzattal, normálalakban a 9,03 · 102 szorzattal írható fel. Nyolc osztója van a természetes számok halmazán, ezek növekvő sorrendben: 1, 3, 7, 21, 43, 129, 301 és 903.
A 903 négyzete 815 409, köbe 736 314 327, négyzetgyöke 30,04996, köbgyöke 9,66561, reciproka 0,0011074. A 903 egység sugarú kör kerülete 5673,71633 egység, területe 2 561 682,924 területegység; a 903 egység sugarú gömb térfogata 3 084 266 240,6 térfogategység.